# Tour de France 1987
74. Tour de France rozpoczął się 1 lipca w Berlinie, a zakończył się 26 lipca w Paryżu. Wyścig składał się z prologu i 22 etapów, w tym: 10 etapów płaskich, 8 etapów górskich i 5 etapów jazdy indywidualnej na czas. Cała trasa liczyła 4231 km.

## Klasyfikacje
Klasyfikację generalną wygrał Irlandczyk Stephen Roche, wyprzedzając Hiszpana Pedro Delgado i Francuza Jeana-François Bernarda. Roche został tym samym pierwszym kolarzem z Wysp Brytyjskich, który wygrał Wielka Pętlę. Klasyfikację górską wygrał Kolumbijczyk Luis Herrera, punktową Holender Jean-Paul van Poppel, sprinterską Francuz Gilbert Duclos-Lassalle, kombinowaną jego rodak – Jean-François Bernard, a młodzieżową Meksykanin Raúl Alcalá. Najaktywniejszym kolarzem został kolejny reprezentant gospodarzy, Régis Clère. W obu klasyfikacjach drużynowych najlepsza była francuska drużyna Système U.
Zwycięzca poprzedniej edycji, Amerykanin Greg LeMond nie wystartował w 1987 roku z powodu wypadku.
Po zakończeniu pierwszego etapu tej edycji prowadzenie w klasyfikacji generalnej objął Polak, Lech Piasecki, którzy został pierwszym kolarzem z bloku wschodniego, który nosił maillot jaune. Podczas tej edycji Touru koszulka ośmiokrotnie zmieniała właściciela, co było nowym rekordem.

## Zmiany w stosunku do poprzednich edycji
W 1987 roku zmieniono zasady klasyfikacji młodzieżowej. W latach 1983–1986 była to w zasadzie klasyfikacja debiutantów, w której liczono wyniki tylko tych kolarzy, którzy startowali w TdF po raz pierwszy w karierze. Od 1987 roku klasyfikację tę otwarto dla wszystkich kolarzy poniżej 25 roku życia.
Zmniejszono także liczbę zawodników w poszczególnych ekipach z 10 do 9, by dopuścić więcej drużyn do startu.

## Doping
Podczas Tour de France testy dopingowe trzech kolarzy dały wynik pozytywny: Dietrich Thurau z RFN stosował nandrolon, a Włosi Guido Bontempi i Silvano Contini wspomagali się testosteronem.

## Drużyny
W tej edycji TdF wzięły udział 23 drużyny:
| - Toshiba - Carrera - Hitachi - Z - BH - PDM - Système U - Reynolds-Seur | - Teka - Ryalco-Postobón - RMO - Caja Rural - Fagor - Café de Colombia - Superconfex - Panasonic | - Del Tongo-Colnago - KAS-Miko - Joker - 7-Eleven - Roland - Brianzoli-Chateau d'Ax - ANC-Halfords |

## Etapy
| P  | 1 lipca  | Berlin Zachodni                  | ITT 6,1 km    | Jelle Nijdam           |               |               |               |
| 1  | 2 lipca  | Berlin Zachodni                  | 105,5 km      | Nico Verhoeven         |               |               |               |
| 2  | 2 lipca  | Berlin Zachodni                  | TTT 40,5 km   | Carrera                |               |               |               |
| 3  | 4 lipca  | Karlsruhe – Stuttgart            | 219,0 km      | Acácio da Silva        |               |               |               |
| 4  | 5 lipca  | Stuttgart – Pforzheim            | 79,0 km       | Herman Frison          |               |               |               |
| 5  | 5 lipca  | Pforzheim – Strasburg            | 112,5 km      | Marc Sergeant          |               |               |               |
| 6  | 6 lipca  | Strasburg – Épinal               | 169,0 km      | Christophe Lavainne    |               |               |               |
| 7  | 7 lipca  | Épinal – Troyes                  | 211,0 km      | Manuel Jorge Domínguez |               |               |               |
| 8  | 8 lipca  | Troyes – Épinay-sous-Sénart      | 205,5 km      | Jean-Paul van Poppel   |               |               |               |
| 9  | 9 lipca  | Orléans – Renazé                 | 260,0 km      | Adrie van der Poel     |               |               |               |
| 10 | 10 lipca | Saumur – Futuroscope             | ITT 87,5 km   | Stephen Roche          |               |               |               |
| 11 | 11 lipca | Poitiers – Chaumeil              | 206,0 km      | Martial Gayant         |               |               |               |
| 12 | 12 lipca | Brive – Bordeaux                 | 228,0 km      | Davis Phinney          |               |               |               |
| 13 | 13 lipca | Bajonna – Pau                    | 219,0 km      | Erik Breukink          |               |               |               |
| 14 | 14 lipca | Pau – Luz Ardiden                | 166,0 km      | Dag Otto Lauritzen     |               |               |               |
| 15 | 15 lipca | Tarbes – Blagnac                 | 164,0 km      | Rolf Gölz              |               |               |               |
| 16 | 16 lipca | Blagnac – Millau                 | 216,5 km      | Régis Clère            |               |               |               |
| 17 | 17 lipca | Millau – Awinion                 | 239,0 km      | Jean-Paul van Poppel   |               |               |               |
|    | 18 lipca | Dzień przerwy                    | Dzień przerwy | Dzień przerwy          | Dzień przerwy | Dzień przerwy | Dzień przerwy |
| 18 | 19 lipca | Carpentras – Mont Ventoux        | ITT 36,5 km   | Jean-François Bernard  |               |               |               |
| 19 | 20 lipca | Valréas – Villard-de-Lans        | 185,0 km      | Pedro Delgado          |               |               |               |
| 20 | 21 lipca | Villard-de-Lans – L’Alpe d’Huez  | 201,0 km      | Federico Echave        |               |               |               |
| 21 | 22 lipca | Le Bourg-d’Oisans – La Plagne    | 185,5 km      | Laurent Fignon         |               |               |               |
| 22 | 23 lipca | La Plagne – Morzine              | 186,0 km      | Eduardo Chozas         |               |               |               |
| 23 | 24 lipca | Saint-Julien-en-Genevois – Dijon | 224,5 km      | Régis Clère            |               |               |               |
| 24 | 25 lipca | Dijon                            | ITT 38,0 km   | Jean-François Bernard  |               |               |               |
| 25 | 26 lipca | Créteil – Paryż (Champs-Élysées) | 192,0 km      | Jeff Pierce            |               |               |               |

## Liderzy klasyfikacji po etapach
| Etap                 | Zwycięzca              | Klasyfikacja generalna | Klasyfikacja punktowa | Klasyfikacja górska     | Klasyfikacja kombinowana | Klasyfikacja sprinterska | Klasyfikacja młodzieżowa | Klasyfikacja drużynowa | Klasyfikacja drużynowa punktowa |
| -------------------- | ---------------------- | ---------------------- | --------------------- | ----------------------- | ------------------------ | ------------------------ | ------------------------ | ---------------------- | ------------------------------- |
| P                    | Jelle Nijdam           | Jelle Nijdam           | Jelle Nijdam          | brak                    | Jelle Nijdam             | brak                     | brak                     | Carrera                | Carrera                         |
| 1                    | Nico Verhoeven         | Lech Piasecki          | Lech Piasecki         | Gilbert Duclos-Lassalle | Jelle Nijdam             | Dietrich Thurau          | Jean-Claude Colotti      | Del Tongo              | Roland                          |
| 2                    | Carrera                | Lech Piasecki          | Lech Piasecki         | Gilbert Duclos-Lassalle | Erik Breukink            | Giovanni Bottoia         | Jean-Claude Colotti      | Carrera                | Roland                          |
| 3                    | Acácio da Silva        | Erich Maechler         | Acacio da Silva       | Frédéric Brun           | Bruno Cornilet           | Gilbert Duclos-Lassalle  | Jean-Claude Colotti      | Système U              | Roland                          |
| 4                    | Herman Frison          | Erich Maechler         | Jörg Müller           | Frédéric Brun           | Bruno Cornilet           | Dietrich Thurau          | Jean-Claude Colotti      | Système U              | Roland                          |
| 5                    | Marc Sergeant          | Erich Maechler         | Jörg Müller           | Frédéric Brun           | Bruno Cornilet           | Dietrich Thurau          | Jean-Claude Colotti      | Système U              | Roland                          |
| 6                    | Christophe Lavainne    | Erich Maechler         | Bruno Wojtinek        | Hendrik Devos           | Christophe Lavainne      | Christophe Lavainne      | Jean-Claude Colotti      | Système U              | Roland                          |
| 7                    | Manuel Jorge Domínguez | Erich Maechler         | Jean-Paul van Poppel  | Raúl Alcalá             | Christophe Lavainne      | Christophe Lavainne      | Jean-Claude Colotti      | Système U              | Roland                          |
| 8                    | Jean-Paul van Poppel   | Erich Maechler         | Jean-Paul van Poppel  | Raúl Alcalá             | Christophe Lavainne      | Christophe Lavainne      | Jean-Claude Colotti      | Système U              | Roland                          |
| 9                    | Adrie van der Poel     | Erich Maechler         | Jean-Paul van Poppel  | Raúl Alcalá             | Christophe Lavainne      | Christophe Lavainne      | Jean-Claude Colotti      | Système U              | Roland                          |
| 10                   | Stephen Roche          | Charly Mottet          | Jean-Paul van Poppel  | Raúl Alcalá             | Bruno Cornilet           | Christophe Lavainne      | Jean-Claude Colotti      | Système U              | Roland                          |
| 11                   | Martial Gayant         | Martial Gayant         | Jean-Paul van Poppel  | Raúl Alcalá             | Bruno Cornilet           | Christophe Lavainne      | Jean-Claude Colotti      | Système U              | PDM                             |
| 12                   | Davis Phinney          | Martial Gayant         | Jean-Paul van Poppel  | Raúl Alcalá             | Bruno Cornilet           | Christophe Lavainne      | Jean-Claude Colotti      | Système U              | PDM                             |
| 13                   | Erik Breukink          | Charly Mottet          | Jean-Paul van Poppel  | Raúl Alcalá             | Erik Breukink            | Jean-François Bernard    | Jean-Claude Colotti      | Système U              | Panasonic                       |
| 14                   | Dag Otto Lauritzen     | Charly Mottet          | Jean-Paul van Poppel  | Luis Herrera            | Raúl Alcalá              | Jean-François Bernard    | Jean-Claude Colotti      | Système U              | Eleven-Hoonved                  |
| 15                   | Rolf Gölz              | Charly Mottet          | Jean-Paul van Poppel  | Luis Herrera            | Raúl Alcalá              | Jean-François Bernard    | Jean-Claude Colotti      | Système U              | PDM                             |
| 16                   | Régis Clère            | Charly Mottet          | Jean-Paul van Poppel  | Raúl Alcalá             | Raúl Alcalá              | Jean-François Bernard    | Gilbert Duclos-Lassalle  | Système U              | Eleven-Hoonved                  |
| 17                   | Jean-Paul van Poppel   | Charly Mottet          | Jean-Paul van Poppel  | Luis Herrera            | Raúl Alcalá              | Jean-François Bernard    | Gilbert Duclos-Lassalle  | Système U              | PDM                             |
| 18                   | Jean-François Bernard  | Jean-François Bernard  | Jean-Paul van Poppel  | Luis Herrera            | Raúl Alcalá              | Jean-François Bernard    | Gilbert Duclos-Lassalle  | Système U              | Eleven-Hoonved                  |
| 19                   | Pedro Delgado          | Stephen Roche          | Jean-Paul van Poppel  | Luis Herrera            | Raúl Alcalá              | Jean-François Bernard    | Gilbert Duclos-Lassalle  | Système U              | PDM                             |
| 20                   | Federico Echave        | Pedro Delgado          | Jean-Paul van Poppel  | Luis Herrera            | Raúl Alcalá              | Jean-François Bernard    | Gilbert Duclos-Lassalle  | Système U              | Eleven-Hoonved                  |
| 21                   | Laurent Fignon         | Pedro Delgado          | Jean-Paul van Poppel  | Luis Herrera            | Raúl Alcalá              | Jean-François Bernard    | Gilbert Duclos-Lassalle  | Système U              | Eleven-Hoonved                  |
| 22                   | Eduardo Chozas         | Pedro Delgado          | Stephen Roche         | Luis Herrera            | Raúl Alcalá              | Jean-François Bernard    | Gilbert Duclos-Lassalle  | Système U              | Système U                       |
| 23                   | Régis Clère            | Pedro Delgado          | Jean-Paul van Poppel  | Luis Herrera            | Raúl Alcalá              | Jean-François Bernard    | Gilbert Duclos-Lassalle  | Système U              | Système U                       |
| 24                   | Jean-François Bernard  | Stephen Roche          | Stephen Roche         | Luis Herrera            | Raúl Alcalá              | Jean-François Bernard    | Gilbert Duclos-Lassalle  | Système U              | Système U                       |
| 25                   | Jeff Pierce            | Stephen Roche          | Jean-Paul van Poppel  | Luis Herrera            | Raúl Alcalá              | Jean-François Bernard    | Gilbert Duclos-Lassalle  | Système U              | Système U                       |
| Klasyfikacja końcowa | Klasyfikacja końcowa   | Stephen Roche          | Jean-Paul van Poppel  | Luis Herrera            | Raúl Alcalá              | Jean-François Bernard    | Gilbert Duclos-Lassalle  | Système U              | Système U                       |

## Klasyfikacje końcowe

### Klasyfikacja generalna
| Pozycja | Zawodnik              | Drużyna          | Czas          |
| ------- | --------------------- | ---------------- | ------------- |
| 1.      | Stephen Roche         | Carrera          | 115 h 27' 42" |
| 2.      | Pedro Delgado         | PDM              | +40"          |
| 3.      | Jean-François Bernard | La Vie Claire    | +2' 13"       |
| 4.      | Charly Mottet         | Système U        | +6' 40"       |
| 5.      | Luis Herrera          | Café de Colombia | +9' 32"       |
| 6.      | Fabio Parra           | Café de Colombia | +16' 53"      |
| 7.      | Laurent Fignon        | Système U        | +18' 24"      |
| 8.      | Anselmo Fuerte        | BH               | +18' 33"      |
| 9.      | Raúl Alcalá           | 7-Eleven         | +21' 49"      |
| 10.     | Marino Lejarreta      | Orbea            | +26' 13"      |

### Klasyfikacja punktowa
| Pozycja | Zawodnik              | Drużyna       | Punkty |
| ------- | --------------------- | ------------- | ------ |
| 1.      | Jean-Paul van Poppel  | Superconfex   | 263    |
| 2.      | Stephen Roche         | Carrera       | 247    |
| 3.      | Pedro Delgado         | PDM           | 228    |
| 4.      | Jean-François Bernard | La Vie Claire | 201    |
| 5.      | Jozef Lieckens        | Joker-Emerxil | 195    |

### Klasyfikacja górska
| Pozycja | Zawodnik       | Drużyna          | Punkty |
| ------- | -------------- | ---------------- | ------ |
| 1.      | Luis Herrera   | Café de Colombia | 452    |
| 2.      | Anselmo Fuerte | BH               | 314    |
| 3.      | Raúl Alcalá    | 7-Eleven         | 277    |
| 4.      | Pedro Delgado  | PDM              | 224    |
| 5.      | Fabio Parra    | Café de Colombia | 180    |

### Klasyfikacja młodzieżowa
| Pozycja | Zawodnik       | Drużyna   | Czas          |
| ------- | -------------- | --------- | ------------- |
| 1.      | Raúl Alcalá    | 7-Eleven  | 115 h 49' 31" |
| 2.      | Erik Breukink  | Panasonic | +31' 46"      |
| 3.      | Gilles Sanders | KAS       | +59' 08"      |
| 4.      | Jesper Skibby  | Colnago   | +59' 24"      |
| 5.      | José Sanchis   | Orbea     | +1 h 08' 17"  |

### Klasyfikacja sprinterska
| Pozycja | Zawodnik                | Drużyna     | Punkty |
| ------- | ----------------------- | ----------- | ------ |
| 1.      | Gilbert Duclos-Lassalle | Z-Peugeot   | 249    |
| 2.      | Jean-Paul van Poppel    | Superconfex | 178    |
| 3.      | Régis Clère             | Teka        | 142    |
| 4.      | Martin Earley           | Fagor       | 100    |
| 5.      | Teun van Vliet          | Panasonic   | 70     |

### Klasyfikacja kombinowana
| Pozycja | Zawodnik              | Drużyna          | Punkty |
| ------- | --------------------- | ---------------- | ------ |
| 1.      | Jean-François Bernard | La Vie Claire    | 72     |
| 2.      | Laurent Fignon        | Système U        | 70     |
| 3.      | Stephen Roche         | Carrera          | 69     |
| 4.      | Luis Herrera          | Café de Colombia | 65     |
| 5.      | Anselmo Fuerte        | BH               | 65     |

### Klasyfikacja drużynowa punktowa
| Pozycja | Drużyna   | Punkty |
| ------- | --------- | ------ |
| 1.      | Système U | 1790   |
| 2.      | PDM       | 1804   |
| 3.      | 7-Eleven  | 1821   |
| 4.      | Panasonic | 1863   |
| 5.      | BH        | 2670   |

### Klasyfikacja drużynowa
| Pozycja | Drużyna       | Czas          |
| ------- | ------------- | ------------- |
| 1.      | Système U     | 346 h 44' 02" |
| 2.      | Café Colombia | +38' 20"      |
| 3.      | BH            | +56' 02"      |
| 4.      | Fagor         | +1 h 07' 54"  |
| 5.      | La Vie Claire | +1 h 28' 54"  |